# Псамтик II
Псамтик II (или Псаметих II; умро 589. п. н. е.) био је египатски фараон од 595. до 589. године п. н. е. Припадао је Двадесетшестој египатској (саиској) династији.

## Владавина
Псамтик је био син фараона Неха II и унук Псамтика I, оснивача Саиске династије. Свога оца наследио је 595. године п. н. е. Наставио је рат против вавилонског краља Набукодоносора који је, и поред закљученог мира из 601. године п. н. е., наставио са пљачкањем египатских територија на Леванту. Вавилонска хроника није сачувана за период након 594. године п. н. е. Међутим, Набукодоносорова освајања забележена су у Старом завету. Псамтик је покушавао да изазове устанке у Палестини против вавилонске власти. То му није пошло за руком. Више успеха имао је у рату са Краљевством Куш. Рат је избио након доласка Анламанија на кушитски престо. Изазван је страхом Псамтика од поновног пада Египта под власт Кушита. Велики део Псамтикове војске чинили су грчки најамници. Фараон је продро до Четвртог катаракта након чега је опустошио и саму кушитску престоницу Напату. Кушити су престоницу пренели у Мерое коју су сматрали сигурнијом. Псамтиков поход је окончао опасност по Египат од стране Кушита. Међутим, држава није увећана након овог похода. Псамтик је владао до 589. године. Наследио га је син Априес. 